# 40
40 (XL) je bilo prestopno leto, ki se je po julijanskem koledarju začelo na petek.

## Dogodki
- Z ukinitvijo Mavretanskega kraljestva nastaneta Tingiška Mavretanija in Cezarejska Mavretanija

## Rojstva
- Gnej Julij Agricola, rimski državnik († 90)
- ok. Agripa († 110)